# Valore A

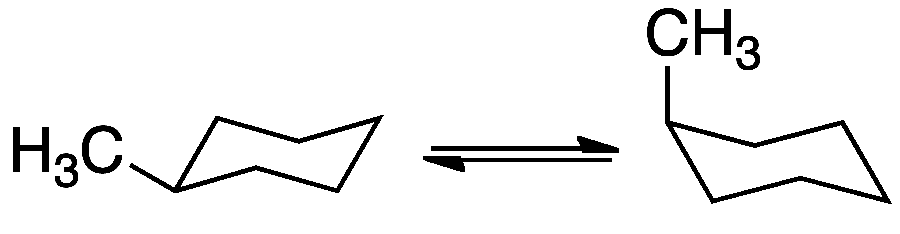
Il valore A per il gruppo metile calcolato per l'equilibrio rappresentato in figura è 1.74. Questo significa che avere un gruppo metile in posizione assiale anziché equatoriale comporta uno svantaggio di 1.74 kcal · mol^{-1}

I valori A sono valori numerici utilizzati nella determinazione dell'orientazione più stabile degli atomi di una molecola, così come per avere un'idea generale del suo ingombro sterico. Vengono anche chiamati valori A di Winstein-Holness.
I valori A vengono derivati tramite misurazioni dell'energia di cicloesani monosostituiti.
In un cicloesano, i sostituenti preferiscono la posizione equatoriale a quella assiale. Il valore A di un sostituente è definito come la differenza di energia libera di Gibbs (ΔG) tra la conformazione della molecola a più alta energia (quella con il sostituente in posizione assiale) e la conformazione a più bassa energia (quella con il sostituente in posizione equatoriale),

## Utilità
I valori A aiutano a predire la conformazione dei cicloesani. La conformazione più stabile sarà quella che ha il sostituente (o i sostituenti) in posizione equatoriale. Quando vengono presi in considerazione più sostituenti, la conformazione favorita sarà quella in cui il sostituente con il più alto valore A è in posizione equatoriale.

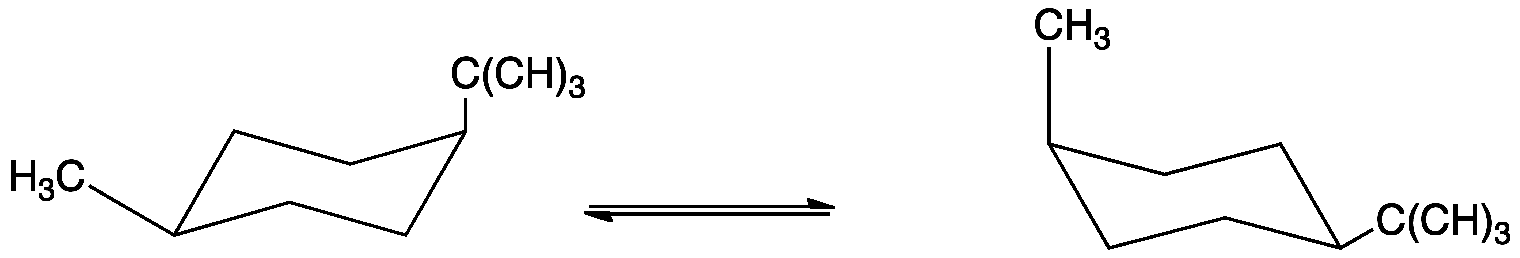
Un sostituente metile ha un valore A notevolmente più piccolo di un sostituente ter-butile; di conseguenza, la conformazione più stabile ha il ter-butile in posizione equatoriale.

I valori A vengono anche utilizzati al di fuori dell'analisi conformazionale dei cicloesani. Possono essere utilizzati per predire gli effetti sterici indotti da un sostituente. In generale, più è grande il valore A di un sostituente, maggiori sono gli effetti sterici indotti dal sostituente. Il gruppo metile ha un valore A di 1.74 mentre quello del ter-butile vale circa 5. Poiché il valore del ter-butile è maggiore, è possibile dedurre che esso produce effetti sterici maggiori di quelli del metile. Conoscere la differenza degli effetti sterici può aiutare nel predire il comportamento di una reazione chimica.

## Considerazioni sull'energia libera
Gli effetti sterici giocano un ruolo di primo piano nella determinazione della configurazione dei cicloesani. Gli ingombri sterici possono essere considerati per determinare la propensione di un sostituente a risiedere in sul piano assiale o su quello equatoriale. È risaputo che i legami assiali sono più ingombrati dei rispettivi legami equatoriali. Questo perché i sostituenti in posizione assiale sono relativamente vicini agli altri due sostituenti assiali. Questo rende i cicloesani particolarmente affolatti quando i sostituenti voluminosi sono orientati in posizione assiale. Questi tipi di interazioni steriche sono comunemente conosciuti come interazioni 1,3-diassiali. Questi tipi di interazioni non sono presenti quando i sostituenti si trovano in posizione equatoriale.
Generalmente vengono considerati tre contributi all'energia libera conformazionale di Gibbs:
1. la tensione di Bayer, definita come la tensione derivante dalla deformazione degli angoli di legame;
2. la tensione di Pitzer, definita come la tensione torsionale derivante dalle interazioni 1,2 tra gruppi legati a carboni contigui;
3. le interazioni di van der Waals, simili alle interazioni 1,3-diassiali.

### Contributo entalpico
Per avere informazioni sulla stabilità relativa di una molecola, si possono utilizzare le interazioni di anelli a 6 e 7 atomi (dette interazioni a 6 atomi e interazioni a 7 atomi) per approssimare la differenza di entalpia tra due conformazioni. Ad ogni interazione a 6 atomi viene assegnato un valore 0.9 kcal · mol-1 e ad ogni interazione a 7 atomi un valore di 4 kcal · mol-1.

### Contributo entropico
La preferenza nei confronti della posizione equatoriale dei sostituenti è determinata anche dall'entropia. Il contributo entropico è determinato dalla seguente formula:
{\displaystyle \Delta S=R\ln \sigma }
dove σ è uguale al numero di microstati possibili per ogni conformazione.

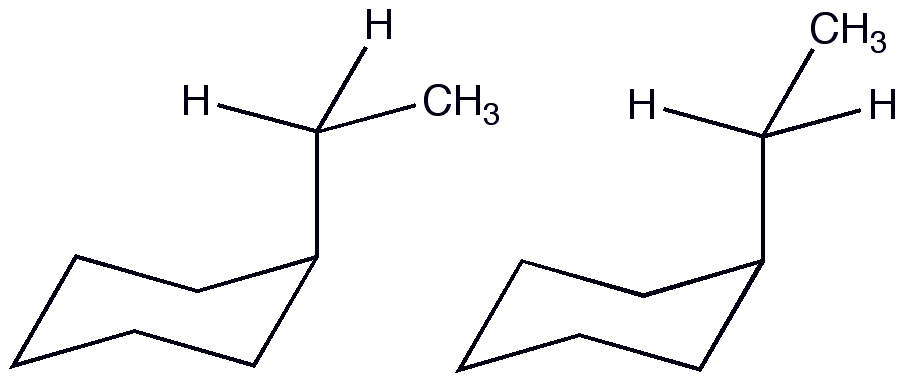
Conformazioni assiali possibili per l'etil cicloesano.

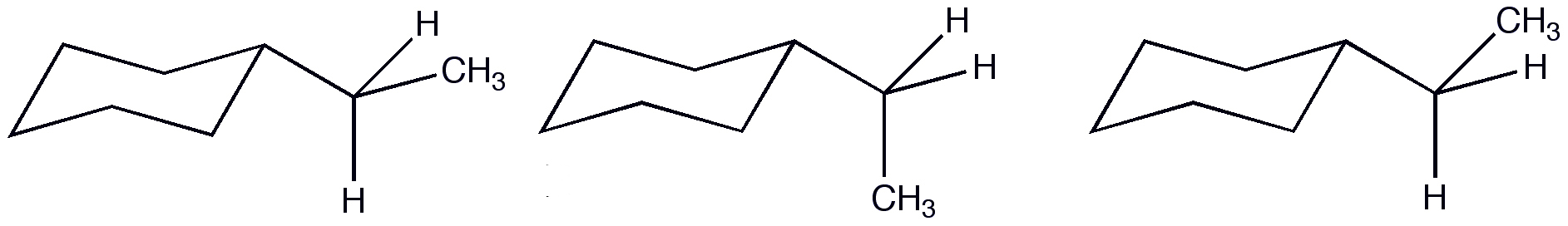
Conformazioni equatoriali possibili per l'etil cicloesano.

Poiché il numero di conformazioni del cicloesano è elevato, il valore A è ridotto in confronto a ciò che verrebbe predetto basandosi puramente sul contributo entalpico. Essendo le condizioni entropiche favorite, gli effetti sterici di un gruppo etile sono simili a quelli di un sostituente metile.
| Sostituente | Valore A | Sostituente | Valore A | Sostituente | Valore A |
| ----------- | -------- | ----------- | -------- | ----------- | -------- |
| D           | 0.006    | CH2Br       | 1.79     | OSi(CH3)3   | 0.74     |
| F           | 0.15     | CH(CH3)2    | 2.15     | OH          | 0.87     |
| Cl          | 0.43     | c-C6H11     | 2.15     | OCH3        | 0.6      |
| Br          | 0.38     | C(CH3)3     | >4       | OCD3        | 0.56     |
| I           | 0.43     | Ph          | 3        | OCH2CH3     | 0.9      |
| CN          | 0.17     | C2H         | 1.35     | O-Ac        | 0.6      |
| NC          | 0.21     | CO2-        | 1.92     | O-TFA       | 0.68     |
| NCO         | 0.51     | CO2CH3      | 1.27     | OCHO        | 0.27     |
| NCS         | 0.28     | CO2Et       | 1.2      | O-Ts        | 0.5      |
| N=C=NR      | 1        | CO2iPr      | 0.96     | ONO2        | 0.59     |
| CH3         | 1.7      | COCl        | 1.25     | NH2         | 1.6      |
| CF3         | 2.1      | COCH3       | 1.17     | NHCH3       | 1        |
| CH2CH3      | 1.75     | SH          | 0.9      | N(CH3)3     | 2.1      |
| CH=CH2      | 1.35     | SMe         | 0.7      | NH3+        | 1.9      |
| CCH         | 0.41     | SPh         | 0.8      | NO2         | 1.1      |
| CH2tBu      | 2        | S-          | 1.3      | HgBr        | ~0       |
| CH2OTs      | 1.75     | SOPh        | 1.9      | HgCl        | 0.3      |
|             |          | SO2Ph       | 2.5      | Si(CH3)3    | 2.5      |

Questi valori sono stati misurati da diversi istituti in diverse condizioni, motivo per cui alcuni dati possono sembrare contrastanti. Per esempio, il valore A dell'OH (tabellato 0.87 kcal · mol-1) dev'essere leggermente inferiore a quello dell'OMe (tabellato 0.6 kcal · mol-1).

## Applicazioni

### Prevedere la reattività
Uno degli primi esperimenti eseguiti da Winston e Holnesse fula misura della velocità di reazione dell'ossidazione in anelli sostituiti cis e trand usano un catalizzatore a base di cromo. L'ingombrante gruppo ter-butile utilizzato blocca la configurazione di ogni molecola orientandosi in posizione equatoriale (in figura è mostrato un composto cis).

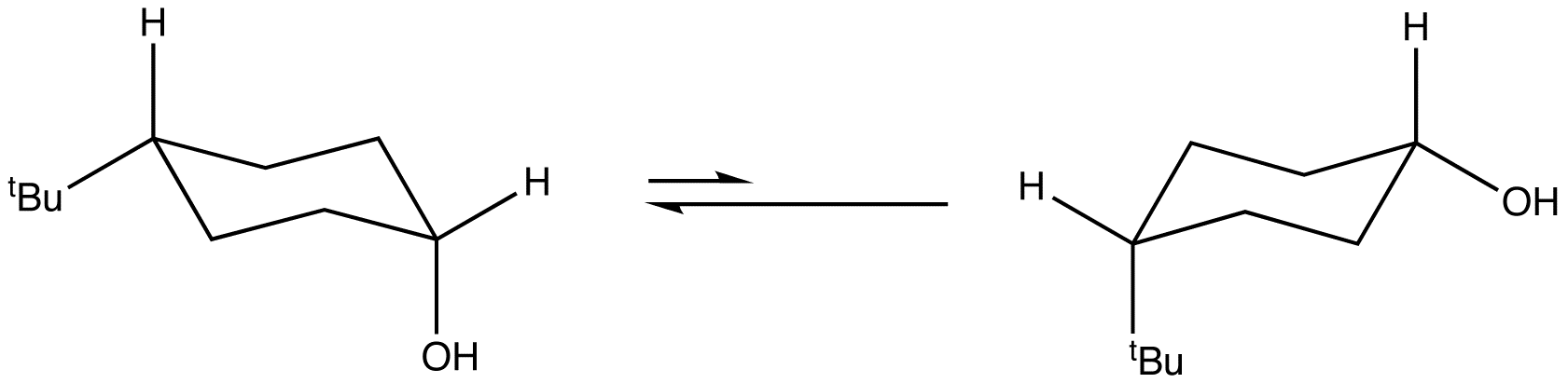
Conformazioni a sedia possibili per il cis-4-ter-butil-1-cicloesanolo

È stato osservato la velocità di reazione dell'ossidazione del composto cis è maggiore di quella del composto trans. Si suggerì che il voluminoso gruppo idrossile in posizione assiale si trovava in una posizione sfavorito e che il carbonile fosse formato più velocemente per attenuare questa tensione. Il composto trans aveva una velocità di reazione identica a quella trovata in ciclosanoli monosostituiti.

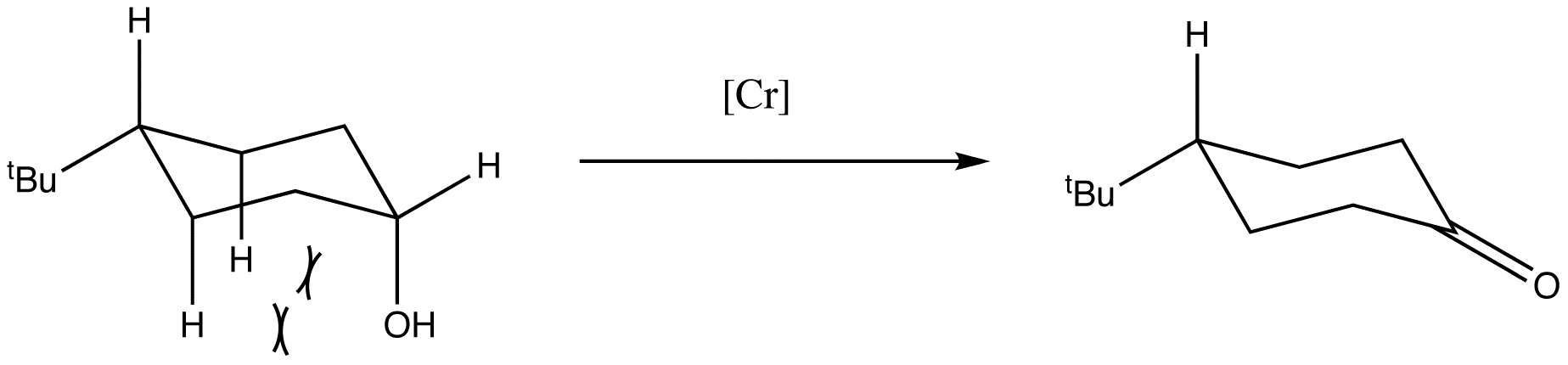
Ossidazione con cromo del cis 4-ter-butil-1-cicloesanolo

### Approssimazione dei valori delle forze intramolecolare tramite i valori A
Usando i valori A delle unità idrossile e isopropile, si può calcolare il valore energetico di un legame idrogeno intramolecolare favorevole.

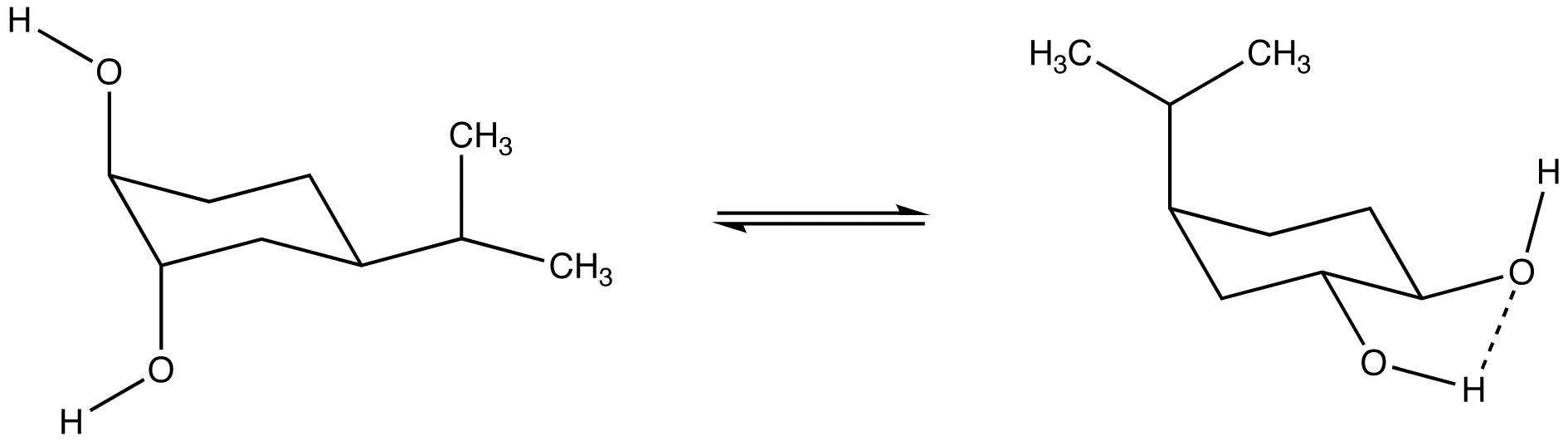
Conformazioni a sedi possibili e il legame idrogeno favorevole disponibile nella conformazione in cui entrambi i gruppi idrossili sono equatoriali

## Limitazioni
I valori A vengono misurati utilizzando cicloesani monosostituiti, e danno indicazioni dei soli effetti serici che un particolare sostituente impartisce ad una molecola. Questo è un problema quando ci sono fattori elettronici che potrebbero stabilizzare la molecola tramite una conformazione differente. Il sostituente acido carbossilico mostrato nella figura qui sotto è in posizione assiale nel suo stato fondamentale, nonostante il valore A sia positivo.

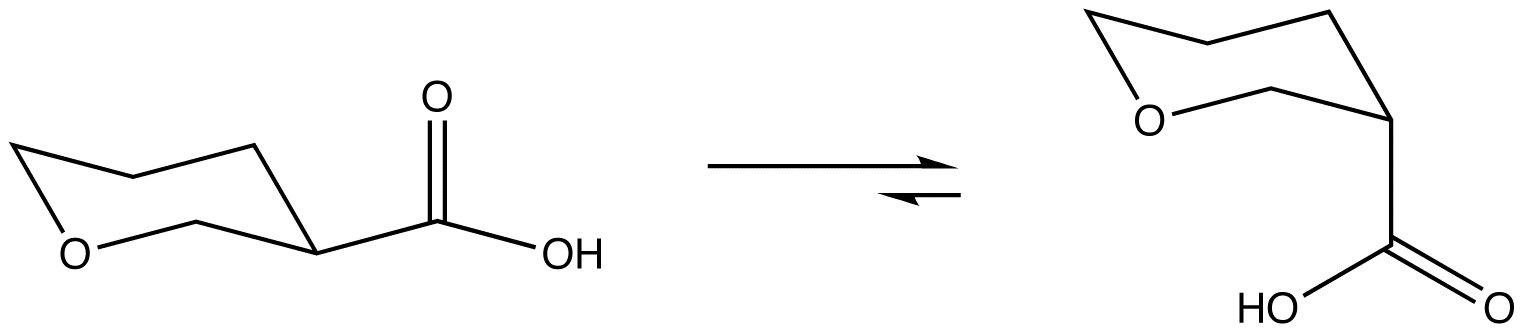
Rappresentazione dell'equilibrio tra le due conformazioni a sedia di un acido carbossilico. La posizione assiale viene favorita a causa degli effetti elettronici, nonostante gli effetti sterici portino a dedurre la posizione equatoriale come favorita.

## Altre considerazioni
È importante anche notare che i valori A non predicono le dimensioni fisiche di una molecola, ma solo il suo effetto sterico. Per esempio, il gruppo ter-butile (valore A = 4.9) ha un valore A più grande del gruppo trimetilsilile (valore A = 2.5), nonostante il gruppo ter-butile occupi in realtà meno spazio. Questa differenza può essere attributia alla maggiore lunghezza del legame carbonio-silicio rispetto al legame carbonio-carbonio del gruppo ter-butile. Essendo il legame più lungo sono possibili minori interazioni con i sostituenti vicini, che effettivamente rendono il gruppo trimetilsilil meno ingombrante stericamente, e quindi, riducono il suo valore A. Questa situazione può essere anche verificata confrontando i valori A degli alogeni. Il bromo, lo iodio e il cloro hanno valori A simili anche se i loro raggi atomici differiscono. I valori A, dunque, predicono le dimensioni apparenti del sostituente e le differenze in termini di dimensioni apparenti possono essere tradotte in termini di effetti sterici tra i sostituenti. Perciò, i valori A sono utili nel determinare l'andamento delle reazioni chimiche.